# 牧原のどか
牧原 のどか（まきはら のどか、1964年12月9日 - 2017年8月31日）は、日本の小説家（ライトノベル作家）。愛知県に在住していた。
活動はWEB小説投稿サイトで、『小説家になろう』で主に掲載していた。作品は恋愛やボーイズラブ、ファンタジー。

## 経歴
- 2012年5月1日 - WEB小説投稿サイトである『小説家になろう』に『勇者は帰らない』を初投稿。
- 2012年11月30日 - 同上サイトにて『ダィテス領興亡記』を投稿（後に『ダィテス領攻防記』に改題）。
- 2013年9月30日 - アルファポリスのレジーナブックスより、代表作『ダィテス領攻防記 第1巻』で商業デビュー。
- 2016年11月16日 - アルファポリスの公式Web漫画にて『ダィテス領攻防記』の連載開始。
- 2017年8月31日 - 原付バイクを運転中、自動車との衝突事故に遭い、病院に運ばれたが、出血性ショックにて死去[4][1]。

## 作品
- 「ダィテス領攻防記」シリーズ （全8巻（未完）、挿絵：hi8mugi(ヒヤムギ)、アルファポリス〈レジーナブックス〉、2013年9月 - 2017年6月）